# AMPK

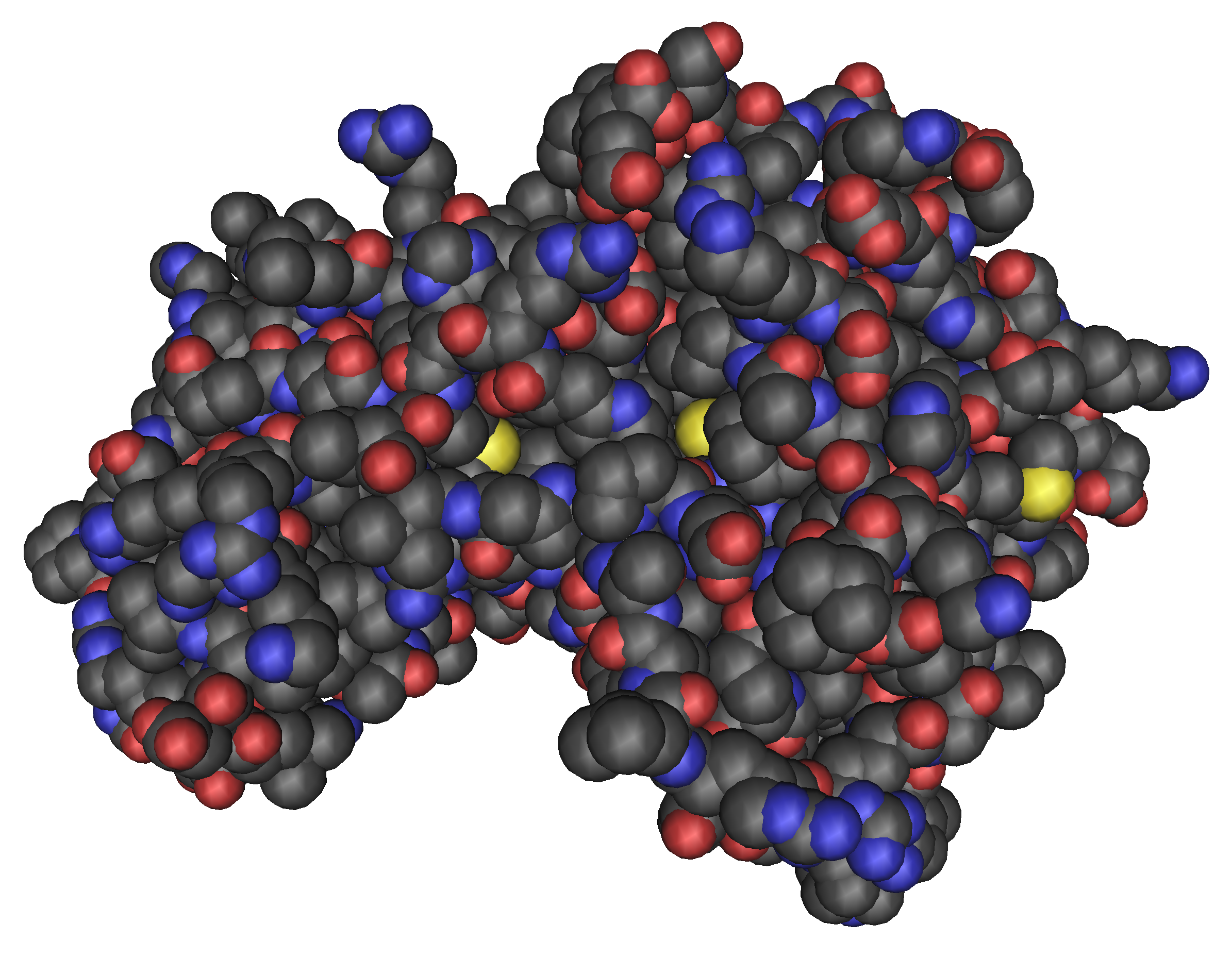
AMPK

Kinaza aktywowana 5'AMP (ang. 5'AMP-activated protein kinase, AMPK, EC 2.7.11.31) to enzym składający się z trzech podjednostek: α, β i γ, występujący u eukariontów. U człowieka geny kodujące podjednostki AMPK podlegają ekspresji w różnych tkankach, m.in. wątrobie, mózgu i mięśniach szkieletowych. Aktywacja AMPK spowodowana przesunięciem stosunku AMP:ATP na korzyść AMP prowadzi do oksydacji kwasów tłuszczowych w wątrobie i ketogenezy, zahamowania syntezy cholesterolu, lipogenezy, i syntezy triglicerydów, inhibicji lipolizy i lipogenezy w adipocytach, stymuluje oksydację kwasów tłuszczowych w mięśniach i wychwyt glukozy oraz zmniejsza wydzielanie insuliny przez komórki beta wysp trzustkowych.